# Dinornis struthoides
Dinornis struthoides je izumrla vrsta ptice neletačice iz porodice moa. 
Član je reda nojevki. Nojevke su ptice neletačice s prsnom kosti bez rtenjače. Imaju karakteristično nepce.  Podrijetlo ovih ptica postaje sve jasnije, pa mnogi shvaćaju da su preci ovih ptica mogli letjeti i odletjele su u južne krajeve, gdje su se udomaćile.
Živjela je na Južnom otoku na Novom Zelandu, a prirodna staništa bila su joj nizinska područja.